# Signe de Trousseau
En médecine, le signe (ou phénomène) de Trousseau correspond à la contraction spastique des fléchisseurs du carpe et des phalanges et du muscle extenseur des doigts, dit « en main d'accoucheur », faisant suite à la mise en place d'un brassard gonflé au-dessus de la pression systolique afin d'occlure l'artère brachiale. Ce signe est retrouvé en cas d'hypomagnésémie et d'hypocalcémie,.

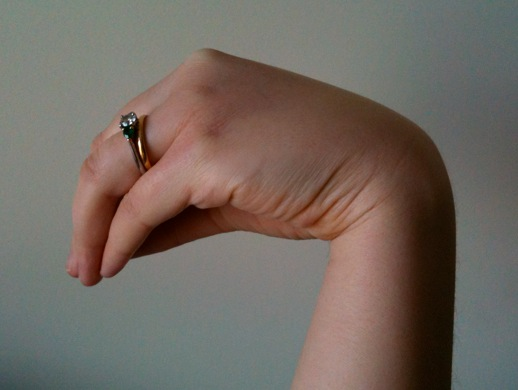
représentation du signe de Trousseau.

En 1862, il fut nommé en l'honneur d'Armand Trousseau qui l'avait décrit un an auparavant.